# Козье (Архангельская область)
Козье — разъезд в Вельском районе Архангельской области. Входит в состав Верхнешоношского сельского поселения.

## География
Разъезд расположен в южной части области на расстоянии примерно в 57 километрах по прямой к северо-западу от районного центра Вельска.

## Население
| 2002 | 2010 | 2012 | 2014 |
| ---- | ---- | ---- | ---- |
| 0    | →0   | →0   | →0   |